# Campeonato Mundial de Atletismo Sub-20 de 2016 - Lançamento de martelo masculino
A prova do lançamento de martelo masculino do Campeonato Mundial de Atletismo Sub-20 de 2016 ocorreu entre os dias 20 e 22 de julho em Bydgoszcz, na Polônia. 

## Recordes
Antes desta competição, os recordes mundiais e do campeonato nesta prova eram os seguintes:
|     | Nome                 | Nacionalidade | Distância | Local       | Data                |
| --- | -------------------- | ------------- | --------- | ----------- | ------------------- |
| WJR | Ashraf Amgad Elseify | Catar         | 85.57 m   | Barcelona   | 14 de julho de 2012 |
| CR  | Ashraf Amgad Elseify | Catar         | 85.57 m   | Barcelona   | 14 de julho de 2012 |
| WJL | Bence Halász         | Hungria       | 82.64 m   | Szombathely | 25 de junho de 2016 |

## Medalhistas
| Ouro               | Prata               | Bronze                |
| Bence Halász (HUN) | Hlib Piskunov (UKR) | Aleksi Jaakkola (FIN) |

## Cronograma
Todos os horários são locais (UTC+1).
| Data        | Hora  | Evento       |
| ----------- | ----- | ------------ |
| 20 de julho | 12:50 | Qualificação |
| 22 de julho | 20:25 | Final        |

## Resultados

### Qualificação
Qualificação: 72,00 m (Q) ou pelo menos melhor 12 qualificado (q) 
| Posição | Grupo | Atleta                  | Nacionalidade  | #1    | #2    | #3    | Resultados | Notas  |
| ------- | ----- | ----------------------- | -------------- | ----- | ----- | ----- | ---------- | ------ |
| 1       | A     | Bence Halász            | Hungria        | 77.86 |       |       | 77.86      | Q      |
| 2       | A     | Hlib Piskunov           | Ucrânia        | 76.15 |       |       | 76.15      | Q      |
| 3       | B     | Aliaksandr Shymanovich  | Bielorrússia   | 75.81 |       |       | 75.81      | Q,     |
| 4       | B     | Dániel Rába             | Hungria        | 75.09 |       |       | 75.09      | Q      |
| 5       | B     | Aleksi Jaakkola         | Finlândia      | 75.06 |       |       | 75.06      | Q      |
| 6       | A     | Alberto González        | Espanha        | x     | 69.19 | 74.29 | 74.29      | Q,     |
| 7       | B     | Ahmed Tarek Ismail      | Egito          | x     | x     | 72.69 | 72.69      | Q      |
| 8       | B     | Adam Patrick King       | Irlanda        | 71.60 | x     | 70.03 | 71.60      | q, NJR |
| 9       | B     | Ned Weatherly           | Austrália      | 71.08 | 71.18 | x     | 71.18      | q      |
| 10      | A     | Robert Colantonio Jr.   | Estados Unidos | 64.74 | 67.81 | 71.00 | 71.00      | q      |
| 11      | B     | Adam Kelly              | Estados Unidos | 69.75 | 70.98 | 67.43 | 70.98      | q      |
| 12      | A     | Aaron Kangas            | Finlândia      | 70.64 | x     | x     | 70.64      | q      |
| 13      | A     | Owen Russell            | Irlanda        | 68.14 | 66.52 | 70.34 | 70.34      |        |
| 14      | A     | Tomas Vasiliauskas      | Lituânia       | 66.81 | 65.86 | 68.98 | 68.98      |        |
| 15      | A     | Mihaita Andrei Micu     | Roménia        | 66.25 | 67.38 | 66.77 | 67.38      |        |
| 16      | A     | Alexios Prodanas        | Grécia         | 66.75 | 64.91 | 64.68 | 66.75      |        |
| 17      | B     | Ashish Jakhar           | Índia          | 65.92 | 66.73 | x     | 66.73      |        |
| 18      | B     | Florin Constantin Coman | Roménia        | x     | x     | 65.92 | 65.92      |        |
| 19      | A     | Nathan Wilkins          | Austrália      | x     | 65.32 | x     | 65.32      |        |
| 20      | B     | Josef Egrt              | Chéquia        | 63.00 | 64.81 | x     | 64.81      |        |
| 21      | A     | Alejandro Medina        | Paraguai       | 62.18 | 63.13 | x     | 63.13      |        |
| 22      | B     | Xavier Colmenarez       | Venezuela      | x     | 62.12 | 63.05 | 63.05      |        |
| 23      | A     | Patrik Hájek            | Chéquia        | 58.49 | x     | 59.63 | 59.63      |        |
| 24      | B     | Hussein Al-Bayati       | Iraque         | 56.20 | x     | x     | 56.20      |        |

### Final
A prova final foi realizada no dia 22 de julho às 20:25. 
| Posição           | Atleta                 | Nacionalidade  | #1    | #2    | #3    | #4    | Resultados | Notas           |
| ----------------- | ---------------------- | -------------- | ----- | ----- | ----- | ----- | ---------- | --------------- |
| Medalha de ouro   | Bence Halász           | Hungria        | 73.12 | 78.74 | 80.93 | x     | 80.93      |                 |
| Medalha de prata  | Hlib Piskunov          | Ucrânia        | 78.77 | 79.58 | x     | 75.83 | 79.58      | Recorde pessoal |
| Medalha de bronze | Aleksi Jaakkola        | Finlândia      | x     | 77.88 | 76.39 | 75.79 | 77.88      |                 |
| 4                 | Dániel Rába            | Hungria        | 73.31 | 76.71 | x     | 74.72 | 76.71      |                 |
| 5                 | Alberto González       | Espanha        | 75.52 | x     | x     | x     | 75.52      | Recorde pessoal |
| 6                 | Ahmed Tarek Ismail     | Egito          | x     | x     | 74.42 | x     | 74.42      |                 |
| 7                 | Ned Weatherly          | Austrália      | x     | 73.75 | x     |       | 73.75      | Recorde pessoal |
| 8                 | Adam Kelly             | Estados Unidos | 70.74 | 71.82 | 73.17 |       | 73.17      | Recorde pessoal |
| 9                 | Aaron Kangas           | Finlândia      | 67.78 | 70.55 | 72.64 |       | 72.64      |                 |
| 10                | Aliaksandr Shymanovich | Bielorrússia   | 70.82 | 72.29 | x     |       | 72.29      |                 |
| 11                | Adam Patrick King      | Irlanda        | x     | 71.70 | 70.69 |       | 71.70      | NJR             |
| 12                | Robert Colantonio Jr.  | Estados Unidos | x     | 69.23 | 66.64 |       | 69.23      |                 |

Legenda
| Recorde mundial       | Recorde mundial (World record)               |                       | Recorde africano                      | Recorde africano (African) |                                           | Q | Classificado por posição (Qualified) |
| Recorde do campeonato | Recorde do campeonato (Championship record)  | Recorde da América    | Recorde da América (Americas)         | q                          | Classificado por melhor tempo (Qualified) |   |                                      |
| Melhor marca do ano   | Melhor marca do ano (World leading)          | Recorde asiático      | Recorde asiático (Asian)              | DNS                        | Não largou (Did not start)                |   |                                      |
| Recorde nacional      | Recorde nacional (National record)           | Recorde europeu       | Recorde europeu (European)            | DNF                        | Não terminou (Did not finish)             |   |                                      |
| Recorde pessoal       | Recorde pessoal do atleta (Personal best)    | Recorde da Oceania    | Recorde da Oceania (Oceania)          | DSQ / DQ                   | Desclassificado (Disqualified)            |   |                                      |
| Recorde da temporada  | Recorde da temporada do atleta (Season best) | Recorde sul-americano | Recorde sul-americano (South America) | NM                         | Sem marca (No mark)                       |   |                                      |